# Palazzo Brancaccio (Roma)

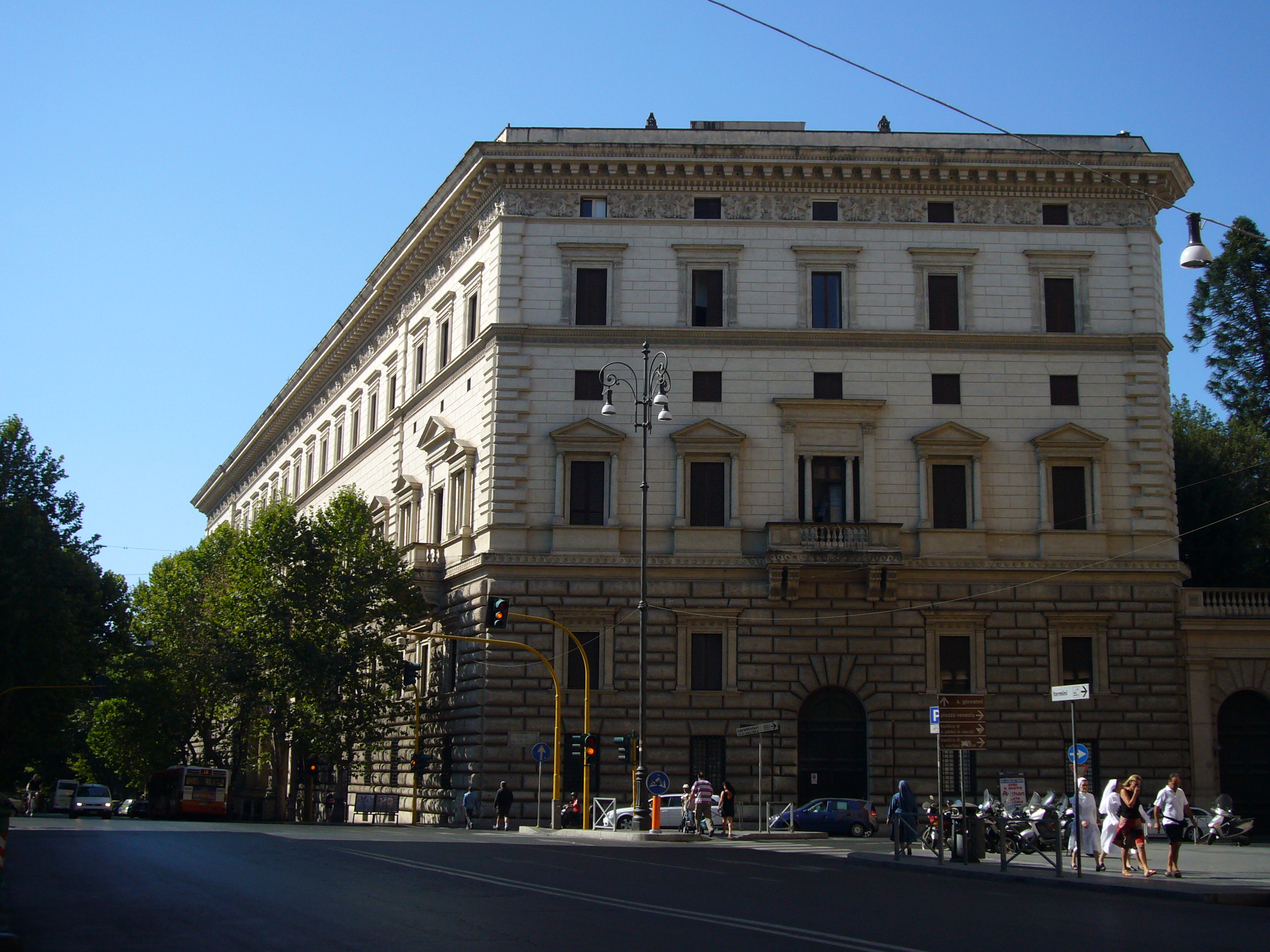
Palazzo Brancaccio.

Palazzo Brancaccio, conhecido também como Palazzo Field Brancaccio, é um palácio localizado na Via Merulana, no rione Monti de Roma, e o último palácio nobiliárquico construído na cidade.

## História
O palácio, que fica no alto do monte Ópio, foi construído por iniciativa da norte-americana Mary Elizabeth Bradhurst Field, uma dama da alta sociedade de Nova Iorque cuja filha, também chamada Elizabeth, se casou com o príncipe Salvatore Brancaccio por um dote de um milhão de dólares.

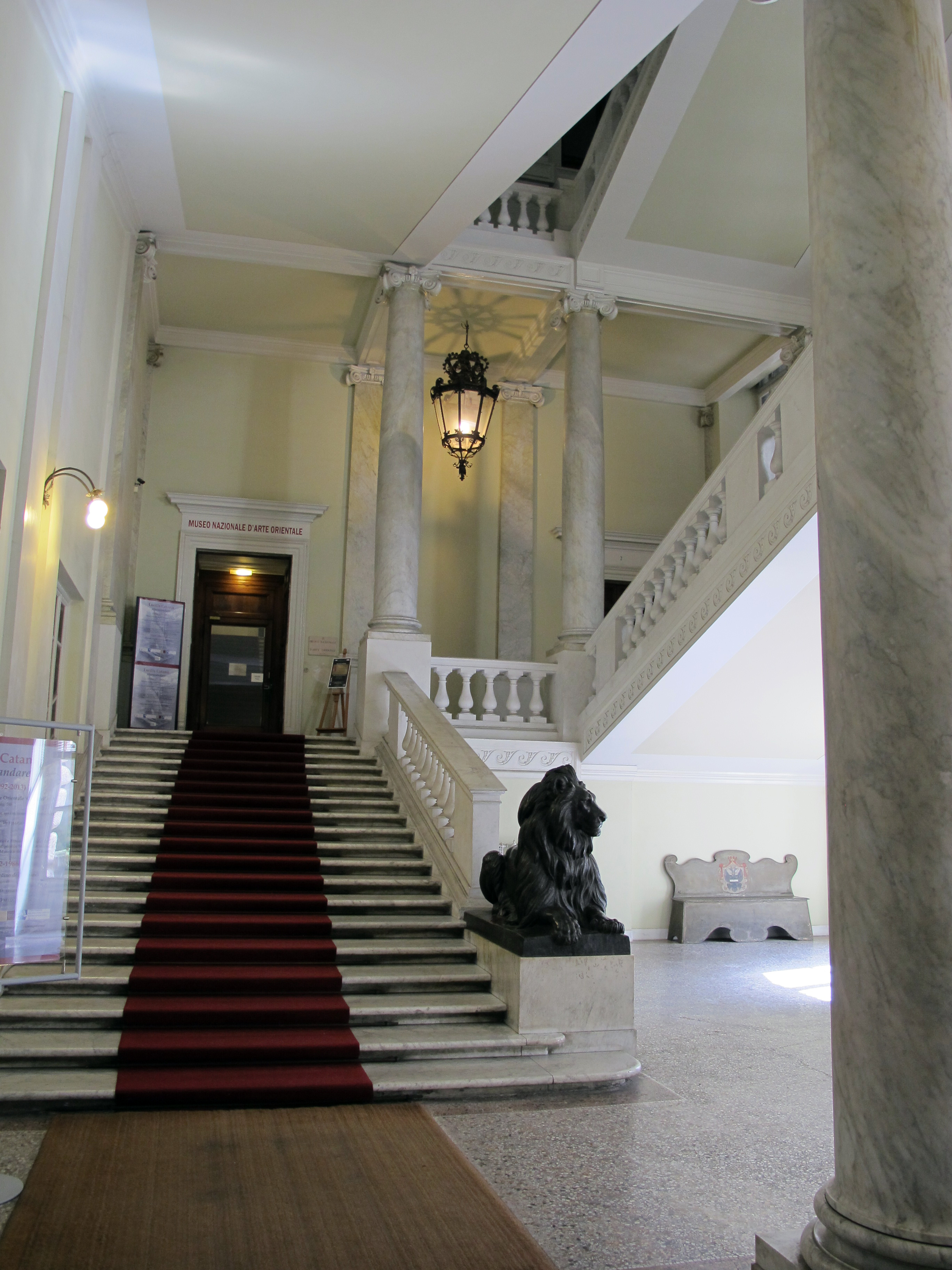
Escadaria monumental.

Mary Elizabeth havia adquirido em 1879 da Comuna de Roma a igreja, o convento, o horto e o jardim de Santa Maria della Purificazione ai Monti, bens que haviam sido confiscados depois da supressão das congregações católicas após a Unificação Italiana. O projeto de transformação dos edifícios foi entregue ao arquiteto Gaetano Koch entre 1879 e 1883, mas o andamento do projeto foi rapidamente considerado insuficiente pelas famílias Field e Brancaccio. Luca Carimini foi encarregado, entre 1886 e 1890, de dar andamento à construção na Via Merulana na direção de San Giovanni in Laterano e de harmonizar a nova edificação com o palácio já existente. Os arquitetos Rodolfo Buti e Carlo Sacconi foram chamados para intervir nas obras entre 1893 e 1922. 
Num ângulo inferior da propriedade, num terreno de propriedade de Brancaccio, foi construído em 1916 o Teatro Morgana (conhecido depois como Teatro Politeama Brancaccio) com base num projeto do engenheiro Carlo Sacconi.

## Descrição

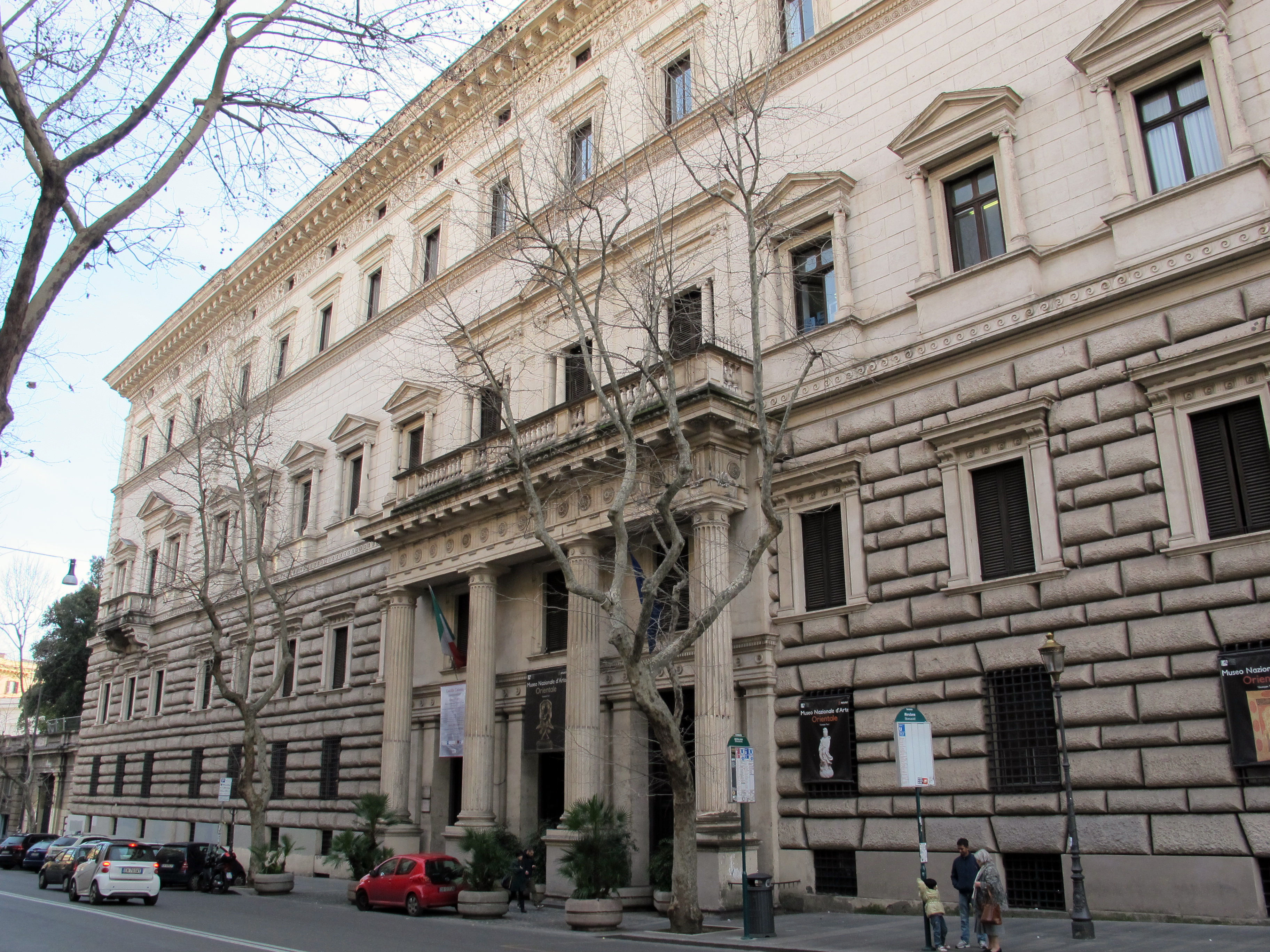
Detalhe da fachada principal.

O palácio, que fica num parque muito maior, está atualmente dividido entre vários proprietários diferentes. O parque abriga um pequeno lago, um coreto, uma pequena "casa de caça" ou "casa no lago", conhecida ainda como Coffee House, com decoração do pintor romano Francesco Gai, uma variada seleção de plantas e fontes d'água e um estacionamento.
No palácio, as salas destinadas a recepções, de propriedade da Santa Sé, incluem um salão de gala (225 m², 15x15 metros), uma sala degli arazzi (99 m², 15x6,6 metros), uma sala degli angeli (120 m², 15x8 metros), um sala de espelhos (80,64 m², 12x6,4 metros) e um átrio (97,2 m², 10,8x9 metros). Atualmente elas recebem casamentos e outros eventos.
Um piso inteiro, o piso nobre, com cerca de 1 700 m², atualmente propriedade dos Brancaccio, abriga o Museo nazionale d'arte orientale Giuseppe Tucci, administrado pelo Ministero per i Beni e le Attività Culturali.
Uma lenda popular conta que a "Torre de Mecenas", de onde Nero teria observado, 2 000 anos antes, o Grande Incêndio de Roma, ficava no local onde atualmente está o palácio.